# Henri Plon
Pour les articles homonymes, voir Plon (homonymie).
Henri Philippe Plon, né 25 avril 1806 à Paris où il est mort en novembre 1872, est un éditeur français. Il est le fondateur de la maison d'édition Plon.

## Biographie
Henri Plon est le fils de Charles-Philippe-Joseph Plon (1774-1843), petit-fils d'Emmanuel-Henri-Joseph Plon (1742-1832), un imprimeur originaire de Nivelles.
Il s'installe comme imprimeur à Paris en 1833, en association avec Maximilien Béthune et Thermidor Belin. Il reprend à son compte l'imprimerie en 1845 avec ses frères Charles, Hippolyte et Louis-Charles et rachète la succession de Béthune, qui devient la société en nom collectif et en commandite « Plon frères et Cie ». Il se lance dans l'édition durant les années 1850. Henri Plon reste seul à la tête de la société qui comprend une imprimerie, une librairie et une fonderie de caractères. La librairie Plon, créée en 1852, publie d'abord des livres liturgiques illustrés et soutient le Second Empire en devenant l'imprimeur attitré du régime. Il publie les écrits de Napoléon III et crée une "Collections des Classiques français du Prince impérial". La librairie Plon a créé plusieurs collections conformes à son orientation éditoriale conservatrice : "Bibliothèque des familles chrétiennes", "Bibliothèque des légendes", "Bibliothèque de l'enfance : les petits livres de monsieur le curé". La librairie va aussi publier des livres de jurisprudence, quelques ouvrages de médecine et des livres d’histoire, puis commencer à éditer de la littérature, des récits de voyages et des livres d’art.
Après sa mort, c'est son fils, Eugène Plon (1836-1895), qui reprend la société. En 1873, il s'associe à son beau-frère, Louis-Robert Nourrit (1833-1894), marié en 1860 avec Marie Plon (1840-1930), fils d'Adolphe Nourrit, et Émile Perrin (1828-1884) pour former la société  Plon, Nourrit et Cie. Après le départ d'Émile Perrin, en 1883, Louis-Robert Nourrit fait entrer dans la société ses deux gendres, Pierre Mainguet (1855-1926) et Henri-Joseph Bourdel (1856-1945), puis son propre fils Adolphe-Eugène-André Nourrit (1869-1915).

## Distinction
- 1851 : Chevalier de la Légion d'honneur[2]